# Torre Picasso

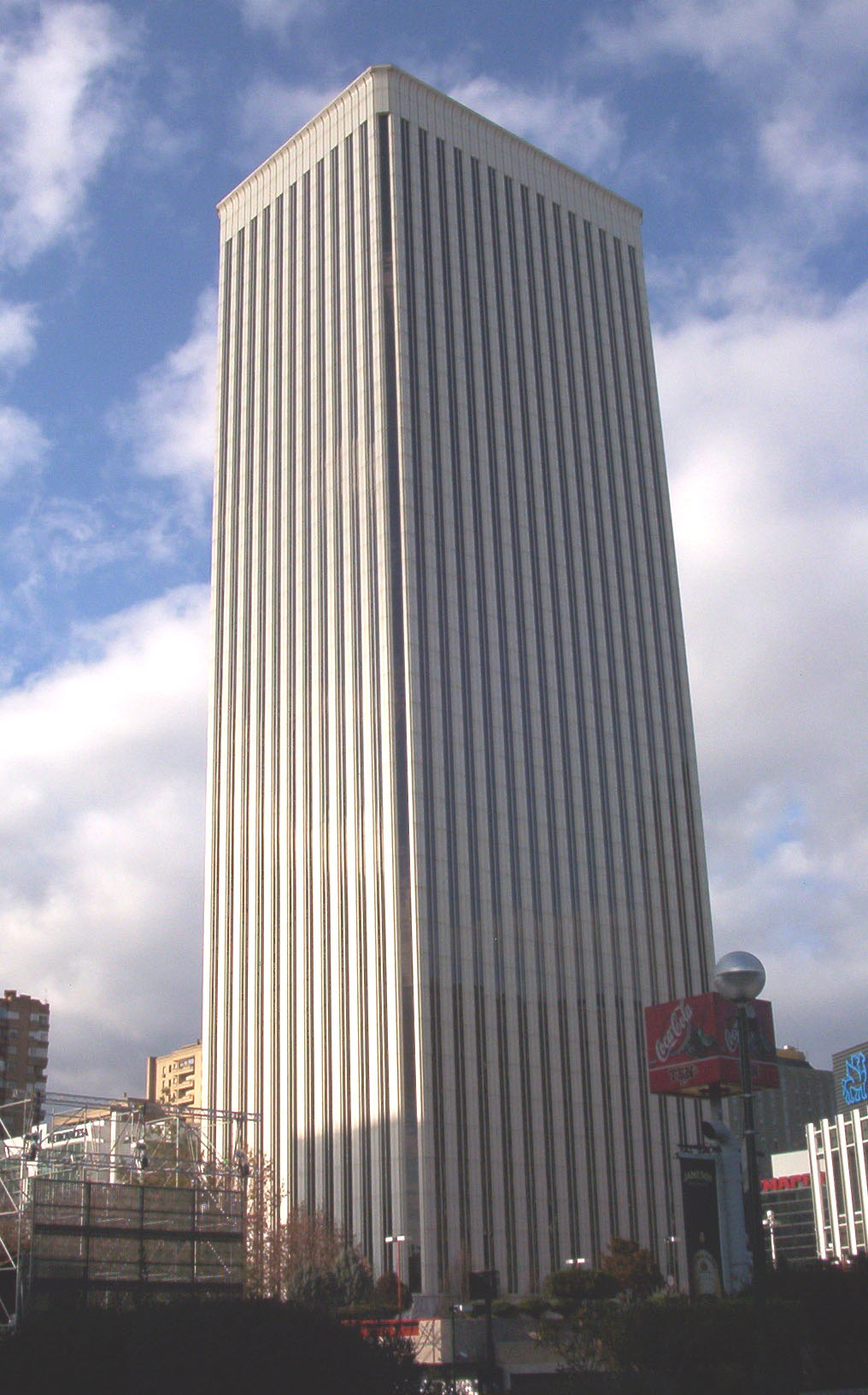
Torre Picasso.

A Torre Picasso é um arranha-céus da cidade espanhola de Madrid, na Plaza de Pablo Picasso, na zona financeira da capital.
Foi concebida pelo arquitecto estado unidense de origem japonesa, Minoru Yamasaki (o mesmo arquitecto do World Trade Center, em Nova Iorque).

## Dados
- Altura: 157 m
- Pisos: 43
- Elevadores: 26
- População laboral: 6 000 pessoas
- Visitantes diários: 1 500 pessoas